# Laigueglia
Laigueglia (ligur nyelven L'Aigheuja, Laiguéa, Laigueja, Lèigueïa, Lengoéggia, Leighéuia vagy Laigoéggia) település Olaszországban, Liguria régióban, Savona megyében. Lakosainak száma 1705 fő (2023. január 1.). Laigueglia Andora és Alassio községekkel határos.

## Népesség
A település lakossága az elmúlt években az alábbi módon változott:
| Lakosok száma | 1785 | 1780 | 1705 |
|               | 2017 | 2018 | 2023 |